# إرنست أسانتي
إرنست أسانتي (بالإنجليزية: Ernest Asante) (ولد في 6 نوفمبر 1988 في غانا) لاعب كرة قدم غاني.
لعب سابقاً في صفوف نادي الجزيرة الإماراتي ونادي الحزم السعودي و نادي الفجيرة الإماراتي .

## روابط خارجية
- إرنست أسانتي على موقع قاعدة بيانات كرة القدم.إي يو (الإنجليزية)
- إرنست أسانتي على موقع ناشيونال فوتبول تيمز (الإنجليزية)
- إرنست أسانتي على موقع Soccerway.com (الإنجليزية)
- إرنست أسانتي على موقع عالم كرة القدم.نت (الإنجليزية)